# Phryganoporus davidleei
Phryganoporus davidleei is een spinnensoort in de taxonomische indeling van de Desidae.
Het dier behoort tot het geslacht Phryganoporus. De wetenschappelijke naam van de soort werd voor het eerst geldig gepubliceerd in 2002 door Gray.